# Années 1880 en cyclisme
Chronologie du cyclisme
Années 1870 en cyclisme - Années 1880 en cyclisme – Années 1890 en cyclisme

## Par année
1880
- 31 mars : l’Anglais Henry Lawson perfectionne le vélo des frères Michaux en y adaptant un système de pédalier avec chaine.
- Premier numéro du journal sportif parisien Le Sport Vélocipédique.
- 2e édition de la course cycliste suisse, le Tour du lac Léman. Le Suisse James Grandjean s’impose.

1881
- 6 février : fondation de l'Union vélocipédique de France qui regroupe plusieurs Véloces-Clubs et qui organise la première édition du Championnat de France de cyclisme. L’UVF codifie également pratiques et compétitions.
- 3e édition de la course cycliste suisse, le Tour du lac Léman. Le Suisse Téodore Mottaz s’impose.

1882
- 11 novembre : fondation de la Royale ligue vélocipédique belge.
- Fondation de la fédération canadienne de cyclisme.
- Fondation à Troyes du journal sportif, La Revue Vélocipédique.

1883
- 24 mars : les Anglais organisent un Championnat du monde cycliste de résistance. Le Français Frédéric de Civry s’impose[1].
- 30 septembre : fondation de la fédération suisse de cyclisme.
- 4e édition de la course cycliste suisse, le Tour du lac Léman. Le Suisse Paul Bruel s’impose.

1884
- 17 août : fondation à Leipzig de la fédération allemande de cyclisme.
- 5e édition de la course cycliste suisse, le Tour du lac Léman. Paul Bruel s’impose.

1885
- Mars : lancement de l'hebdomadaire français Le Véloce-sport.
- 6 décembre : fondation à Pavie de l’Unione Velocipedistica Italiana.
- 6e édition de la course cycliste suisse, le Tour du lac Léman. Le Suisse Jean Müller s’impose.
- Inauguration du Vélodrome de Montpellier et fondation du journal sportif Le Veloceman.

1886
- 7e édition de la course cycliste suisse, le Tour du lac Léman. Le Suisse Charles Parent s’impose.
- Inauguration du Vélodrome de Bordeaux.

1887
- 8e édition de la course cycliste suisse, le Tour du lac Léman. Le Suisse Louis Masi s’impose.

1888
- 21 mars : l’Écossais John Boyd Dunlop invente le pneu qui s’adapte sur les vélos puis sur les autos[2].
- 29 juillet : inauguration du Vélodrome d'Ordrup de Copenhague[3].

1889

## Naissances
- 1881
- 6 janvier : Alexandre Castellino, cycliste sur route suisse. († ?).
- 28 février :  Fernand Sanz, cycliste sur piste français. († 8 janvier 1925).
- 6 mars : Émile Friol, cycliste sur piste français. († 6 novembre 1916).
- 29 juin : Louis Trousselier, cycliste sur route français. († 24 avril 1939).
- 7 juillet : Léon Didier, cycliste sur piste français. († 28 octobre 1931).
- 21 septembre : Émile Georget, cycliste sur route français. († 16 avril 1960).
- 1882
- 2 février : Leonard Meredith, cycliste sur piste et sur route britannique. († 27 janvier 1930).
- 13 avril : Augustin Ringeval, cycliste sur route français. († 5 juillet 1967).
- 5 mai : Maurice Peeters, cycliste sur piste néerlandais. († 6 décembre 1957).
- 29 mai : André Pottier, cycliste sur route français. († 29 juillet 1976).
- 26 août : Carlo Galetti, cycliste sur route italien. († 2 avril 1949).
- 18 octobre : Lucien Petit-Breton, cycliste sur route français. († 20 décembre 1917).
- 23 novembre : Fernand Augereau, cycliste sur route français. († 26 juillet 1956).
- 3 décembre : Giovanni Rossignoli, cycliste sur route italien. († 27 juin 1954).
- 26 décembre : Louis Heusghem, cycliste sur route belge. († 26 août 1939).
- 1883 :
- 15 janvier : Lucien Pothier, cycliste sur route français. († 29 avril 1957).
- 28 janvier : Maurice Brocco, cycliste sur route français. († 26 juin 1965).
- 6 février : Louis Darragon, cycliste sur piste français. († 28 avril 1918).
- 1er mars : Arthur Pasquier, cycliste sur route français. († 7 décembre 1963).
- 10 mai : Victor Johnson, cycliste sur piste britannique. († 23 juin 1951).
- 20 mai : Charles Cruchon, cycliste sur route français. († 28 février 1956).
- 12 septembre : Walter Rütt, cycliste sur piste allemand. († 23 juin 1964).
- 1er décembre : Luigi Ganna, cycliste sur route italien. († 2 octobre 1957).
- 16 décembre : Cyrille Van Hauwaert, cycliste sur route belge. († 15 février 1974).
- 23 décembre : Arthur Vanderstuyft, cycliste sur route belge. († 6 mai 1956).
- 1884 :
- 11 mars : Victor Dupré, cycliste sur piste français. († 7 juin 1938).
- 2 avril : Paul Duboc, cycliste sur route français. († 19 août 1941).
- 25 avril : Jean-Baptiste Dortignacq, cycliste sur route français. († 13 mai 1928).
- 5 mai : Achille Germain, cycliste sur route et sur piste français. († 12 avril 1938).
- 13 mai : André Auffray, cycliste sur piste français. († 4 novembre 1953).
- 4 août : Henri Cornet, cycliste sur route français. († 18 mars 1941).
- 24 septembre : Gustave Garrigou, cycliste sur route français. († 28 janvier 1963).
- 1885 :
- 22 janvier : Eugène Christophe, coureur cycliste français. († 1er février 1970).
- 5 février : Burton Downing, cycliste sur piste américain. († 1er janvier 1929).
- 19 avril : John Stol, cycliste sur piste néerlandais. († 26 juillet 1973).
- 20 mai : Giovanni Gerbi, cycliste sur route italien. († 6 mai 1955).
- 22 mai : Maurice Bardonneau, cycliste sur route français. († 3 juillet 1958).
- 15 septembre : Georges Parent, cycliste sur piste français. († 22 octobre 1918).
- 21 décembre : Marcel Cadolle, cycliste sur route français. († 21 août 1956).
- 1886 :
- 14 mars : Firmin Lambot, cycliste sur route belge. († 19 janvier 1964).
- 23 octobre : Charles Crupelandt, cycliste  sur route français. († 18 février 1955).
- 1887 :
- 26 janvier : François Faber, cycliste sur route luxembourgeois. († 9 mai 1915).
- 23 février : Karl Neumer, cycliste sur piste allemand.(† 16 mai 1984).
- 6 avril : Georges Sérès, cycliste sur piste français. († 26 juin 1951).
- 13 mai : Camille Fily, sur route français. († 11 mai 1918).
- 24 octobre : Octave Lapize, cycliste sur route et sur piste français. († 14 juillet 1917).
- 1888 :
- 26 février : Maurice Schilles, cycliste sur piste français. († 24 décembre 1957).
- 1er avril : Jean Alavoine, cycliste sur route français. († 18 juillet 1943).
- 6 avril : William Bailey, cycliste sur piste britannique. († 12 février 1971).
- 19 avril : Marcel Godard, cycliste sur route français. († 28 septembre 1965).
- 14 juillet : Odile Defraye, cycliste sur route belge. († 21 août 1965).
- 7 novembre : Reginald McNamara, cycliste sur piste australien puis américain. († 10 octobre 1971).
- 15 décembre : Marcel Dupuy, cycliste sur piste français. († 19 mai 1960).
- 1889 :
- 1er janvier : Dario Beni, cycliste sur route italien. († 11 février 1969).
- 22 janvier : Henri Pélissier, cycliste sur route français. († 1er mai 1935).
- 15 avril : Constant Ménager, cycliste sur route français. († 19 décembre 1970).
- 25 avril : Paul Deman, cycliste sur route belge. († 31 juillet 1961).
- 26 mai : Victor Linart, cycliste sur piste belge puis français. († 23 octobre 1977).
- 8 octobre : Philippe Thys, cycliste sur route et cyclo-crossman belge. († 17 janvier 1971).
- 11 novembre : Marcel Buysse, cycliste sur route belge. († 3 octobre 1939).